# João Vaz Corte Real

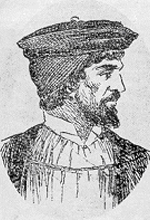
João Vaz Corte Real

João Vaz Corte Real var en portugisisk upptäcktsresande, som kan ha nått den amerikanska kontinenten 1472, vilket skulle vara tjugo år före Christofer Columbus. Han uppgav sig ha besökt Terra do Bacalhau ("Torsklandet") som mycket väl kan ha varit Newfoundland, men då det inte finns några som helst handgripliga bevis, förblir det en spekulation. Hans söner Miguel och Gaspar var upptäcktsresande och besökte bevisligen Nordamerika, där de försvann.